# Alejandra Ruddoff

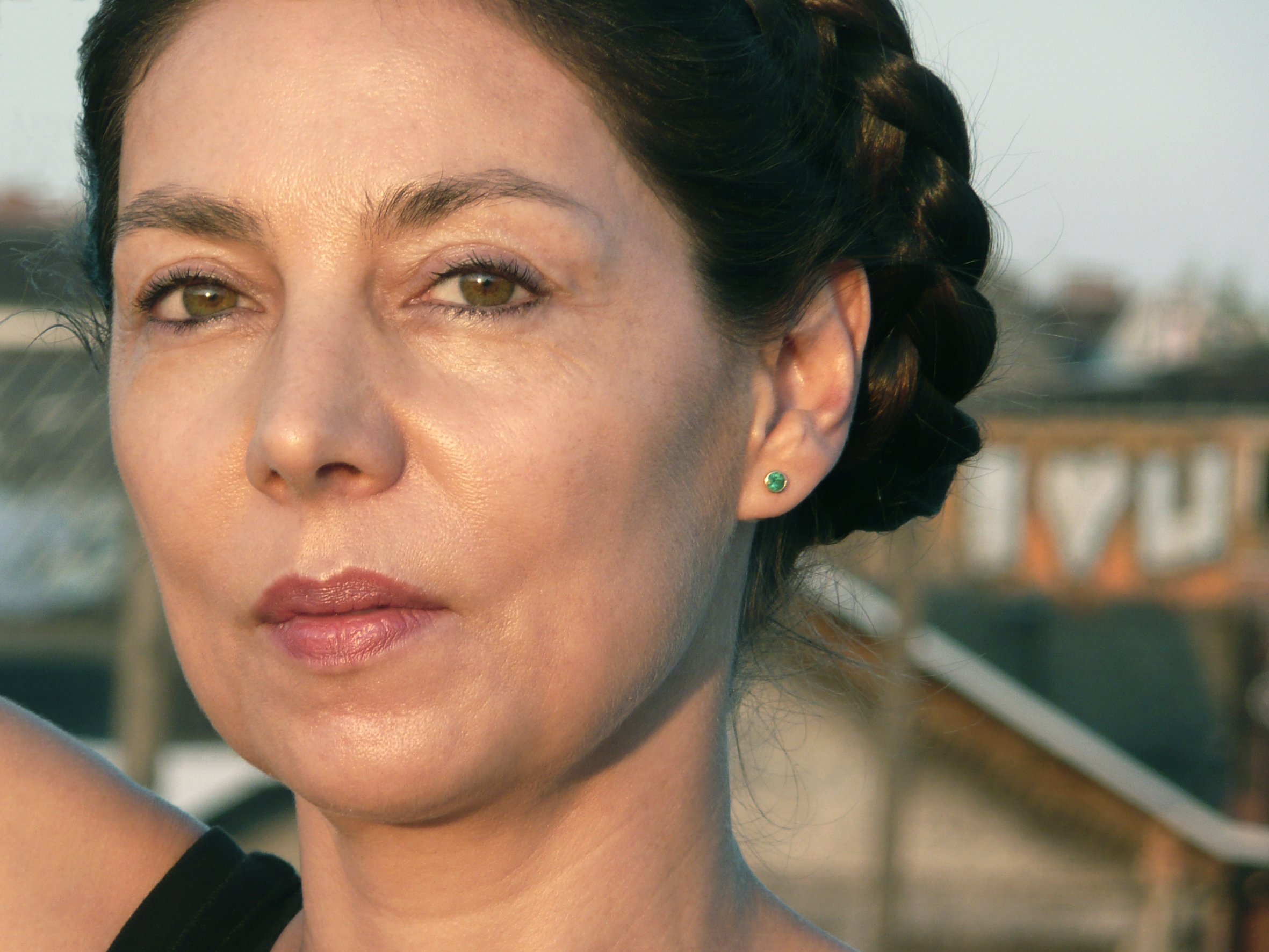
Alejandra Ruddoff

Alejandra Ruddoff (* 13. Juli 1960 in Santiago de Chile) ist eine chilenische Bildhauerin.

## Biografie
Ruddoff absolvierte ein Studium der Bildhauerei 1985 an der Universität Chile. 1993 erhielt sie ein Postgraduierten-Diplom an der Akademie der Bildenden Künste in München, wo sie mit einem Stipendium des Deutschen Akademischen Austauschdienstes (DAAD) studierte.
Ruddoff erhielt den 1. Preis des chilenischen Ministeriums für öffentliche Bauten im Jahr 2000. Dazu wurde ihr Werk Hommage an den Wind – welches „die keimende Leichtigkeit des Gedichts und zur gleichen Zeit die Reinheit der ältesten Monumente besitzt“ (Raúl Zurita, Schriftsteller) – an der Panamericana aufgestellt.
Ihre plastischen Werke wurden u. a. 2003 im Nationalmuseum der Schönen Künste in Santiago de Chile in einer Einzelausstellung und in der Tai Miao Tempel der Verbotenen Stadt in Peking präsentiert. Ruddoff lehrt seit 2000 an Kunstakademien.
Die Künstlerin entwickelte großformatige, ortsbezogene Projekte für den öffentlichen Raum. Darunter sind die Arbeit Peace, Friendship and Time's Space (2001), die im Rahmen des fünften Internationalen Bildhauersymposiums in Changchun angefertigt und im dortigen Skulpturenpark aufgestellt wurde, sowie die Skulptur Nach Vorn (1997), die seit 2002 in Potsdam steht. Während eines Aufenthalts am Volkswagen Design Center Potsdam 2006 erarbeitete Ruddoff ein Modell für die Weiterentwicklung der Letzteren. Im Auftrag des DAAD fertigte sie 2010 die Arbeit Nach Vorn II an, die vor dem Hauptsitz des DAAD an der Kennedyallee in Bonn aufgestellt ist. Seit 2009 lebt sie als freischaffende Künstlerin in Berlin.

## Werk
Ruddoffs Hauptinteresse gilt den Zusammenhängen zwischen Zeit, Raum und Materie und den Gesetzen der Bewegung. Die Energiequelle der Natur und die Triebkraft der technisierten Welt kennzeichnen ihre Werke.
Charakteristisch für das Œuvre ist eine ästhetische, abstrahierte und dennoch sinnliche Bildsprache, die naturgemäße und mechanische Formen vereint.

## Galerie

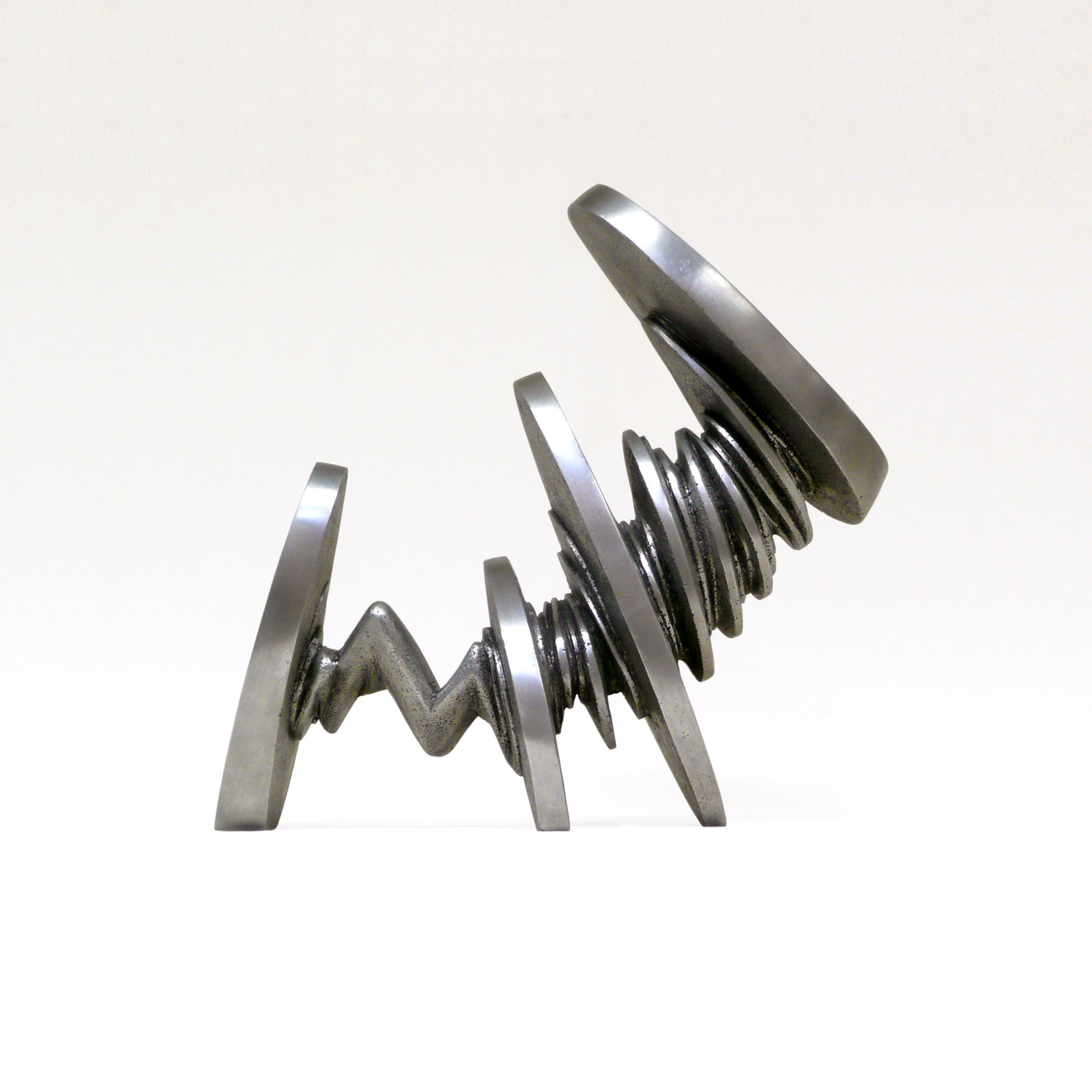
Alejandra Ruddoff, 2004, Grenzsignale II, 42×39×19 cm, Aluminium

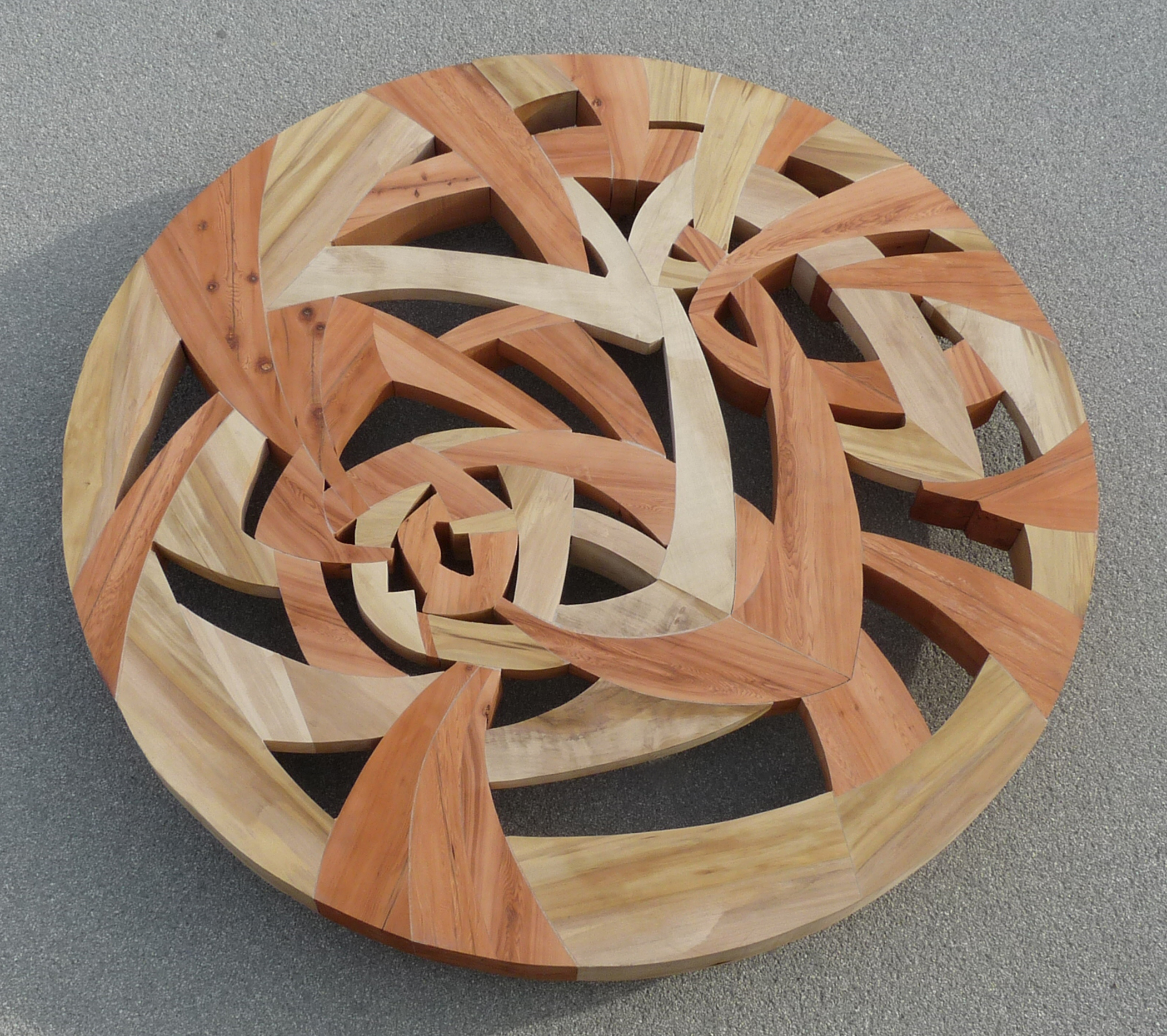
Alejandra Ruddoff, 2009, Transkription einer Leere, 13×210×210 cm, Holz: Alerce und Laurel

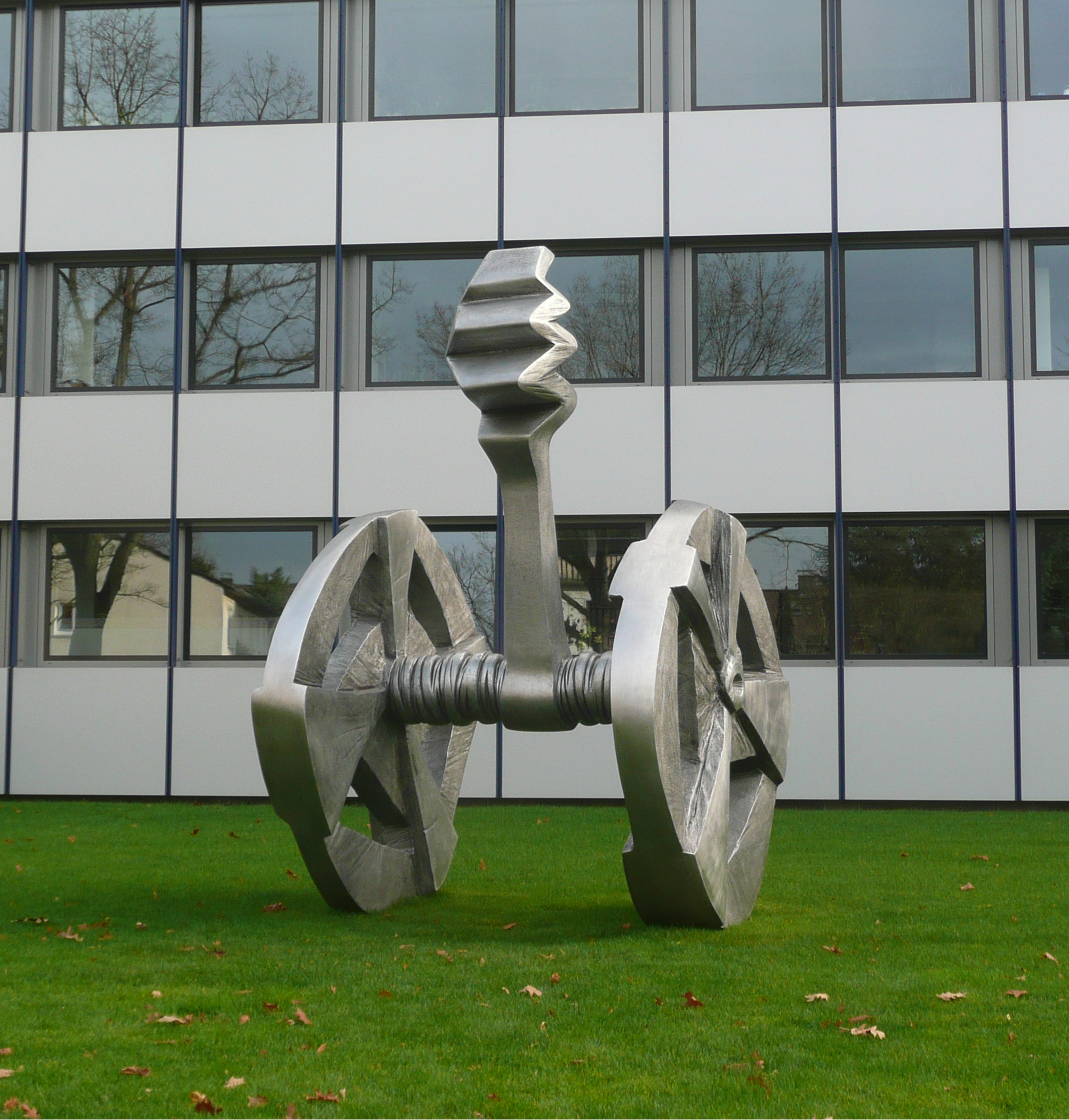
Alejandra Ruddoff, 2010, Nach Vorn II 360×240×240 cm Aluminium

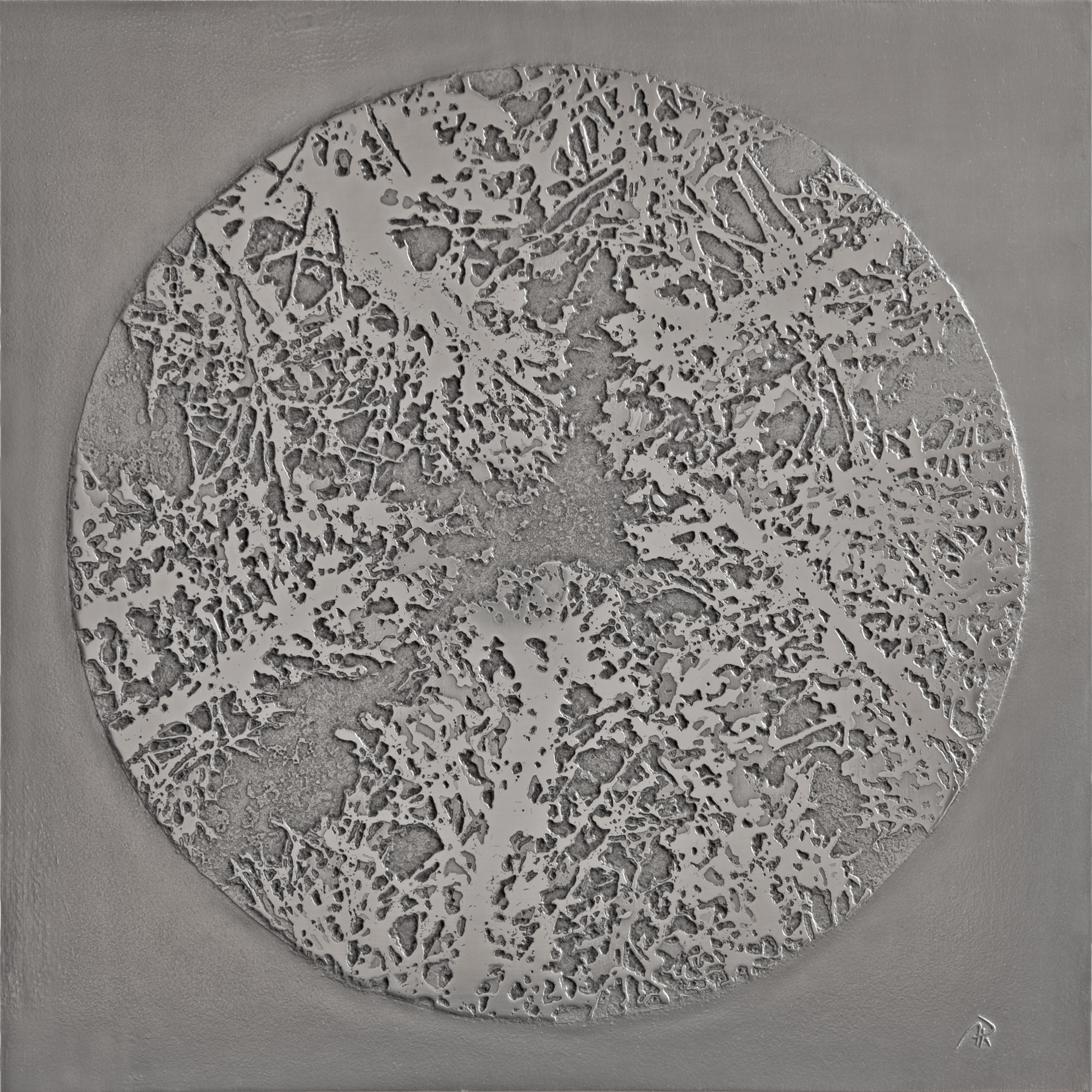
Alejandra Ruddoff, 2011, Wald I 50×50 cm Aluminiumstich

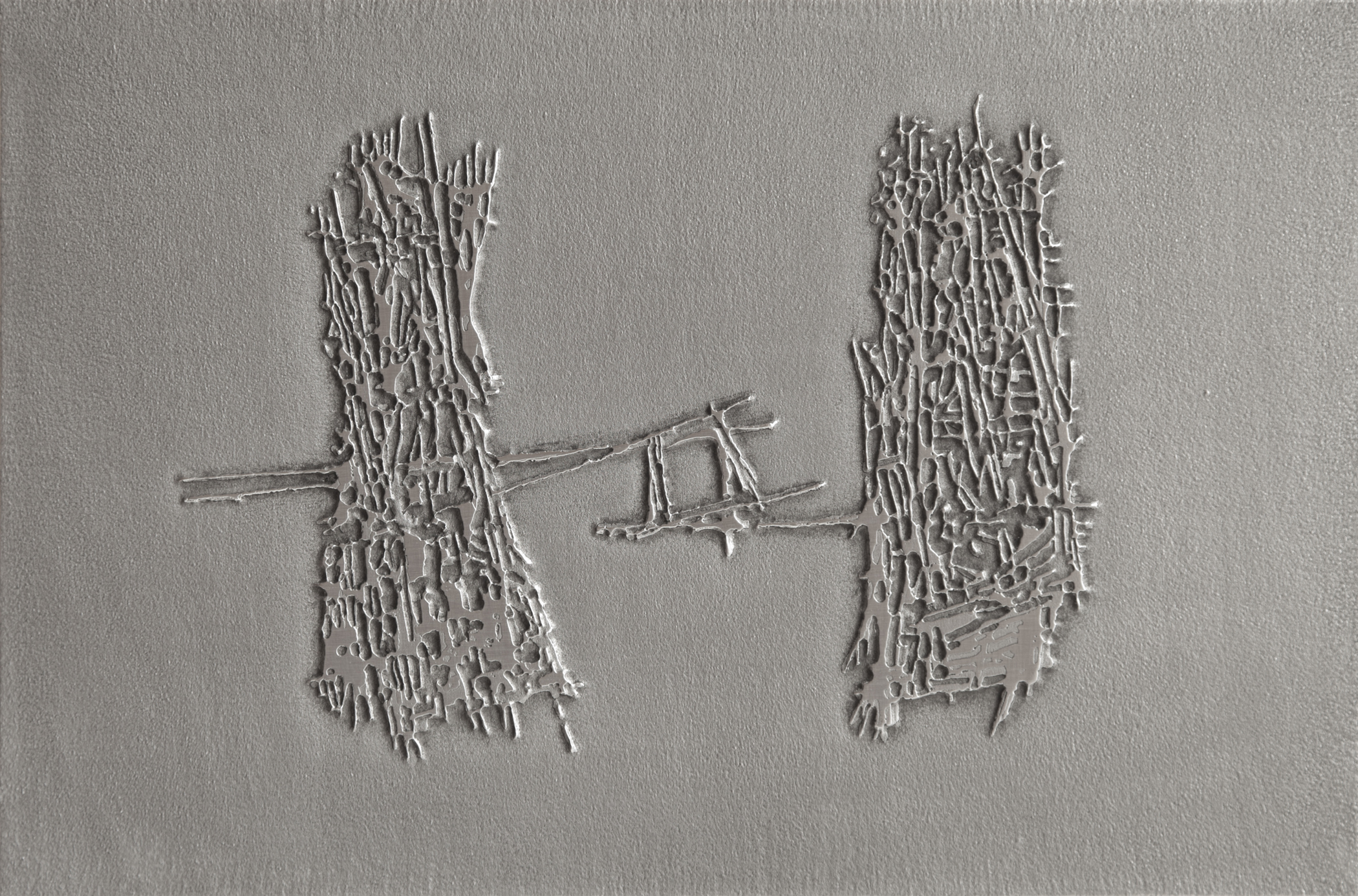
Alejandra Ruddoff, 2011, In Bewegung I, 30×20 cm, Aluminiumstich

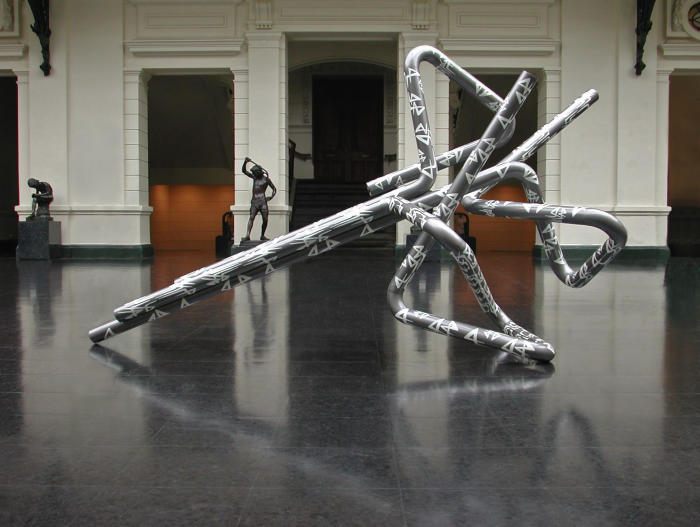
Alejandra Ruddoff, 2001, Konstellation in grau, 190×410×190 cm, Bemaltes Eisen

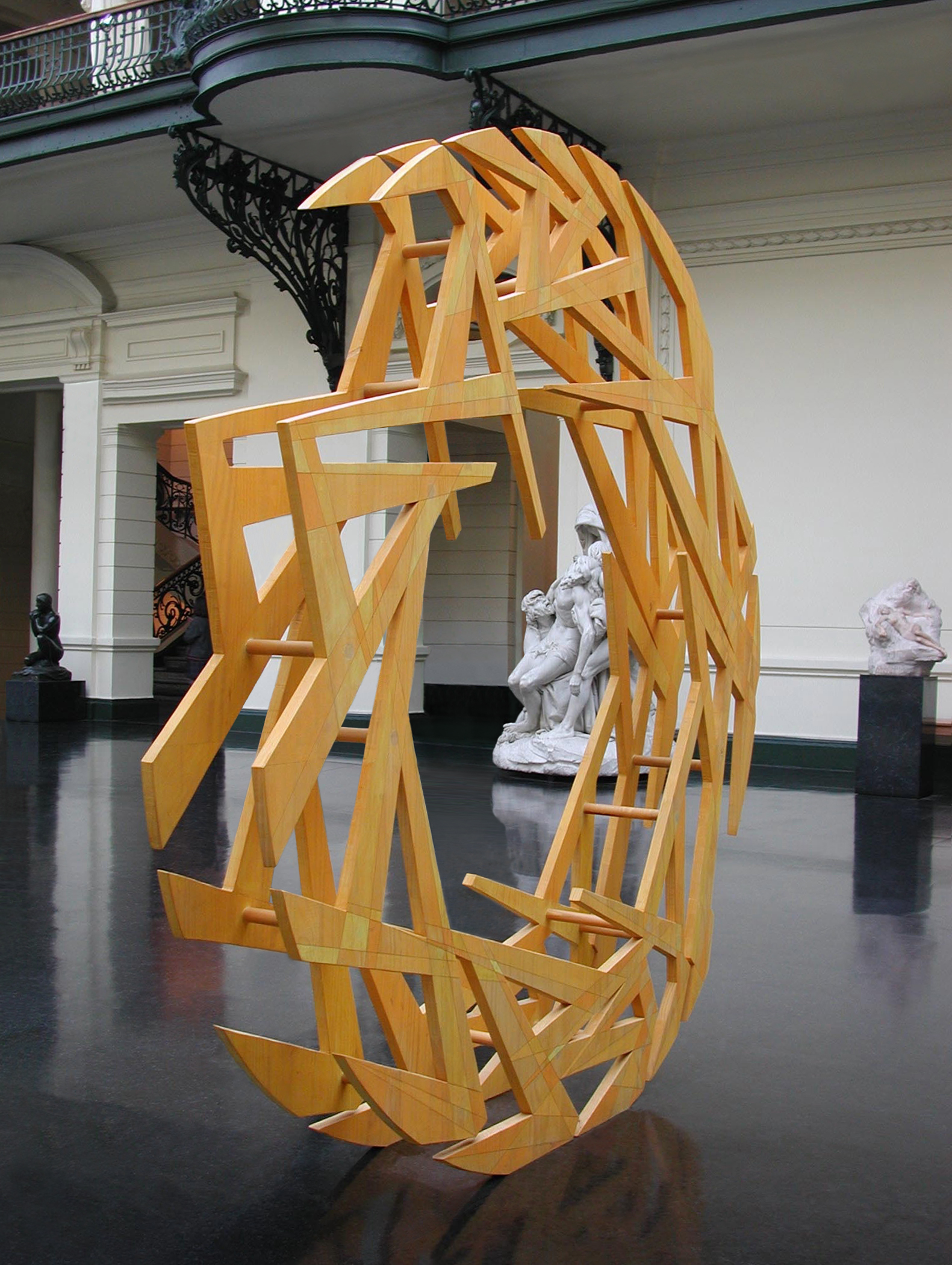
Alejandra Ruddoff, 2003, Ursprüngliche Inschrift, 246×230×30 cm, Finger-Kiefer

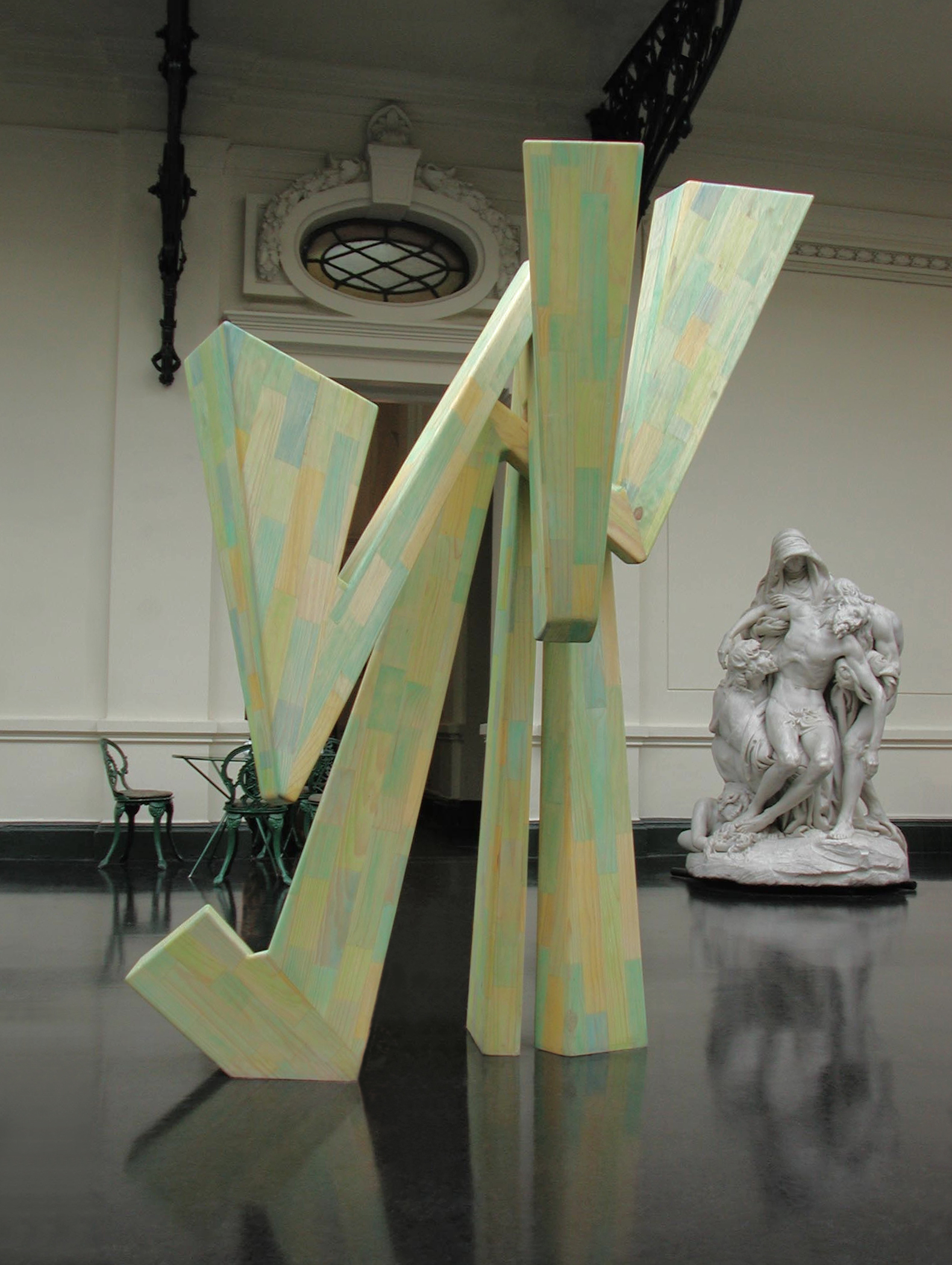
Alejandra Ruddoff, 2003, Routen in Bewegung, 300×230×130 cm, Finger-Kiefer

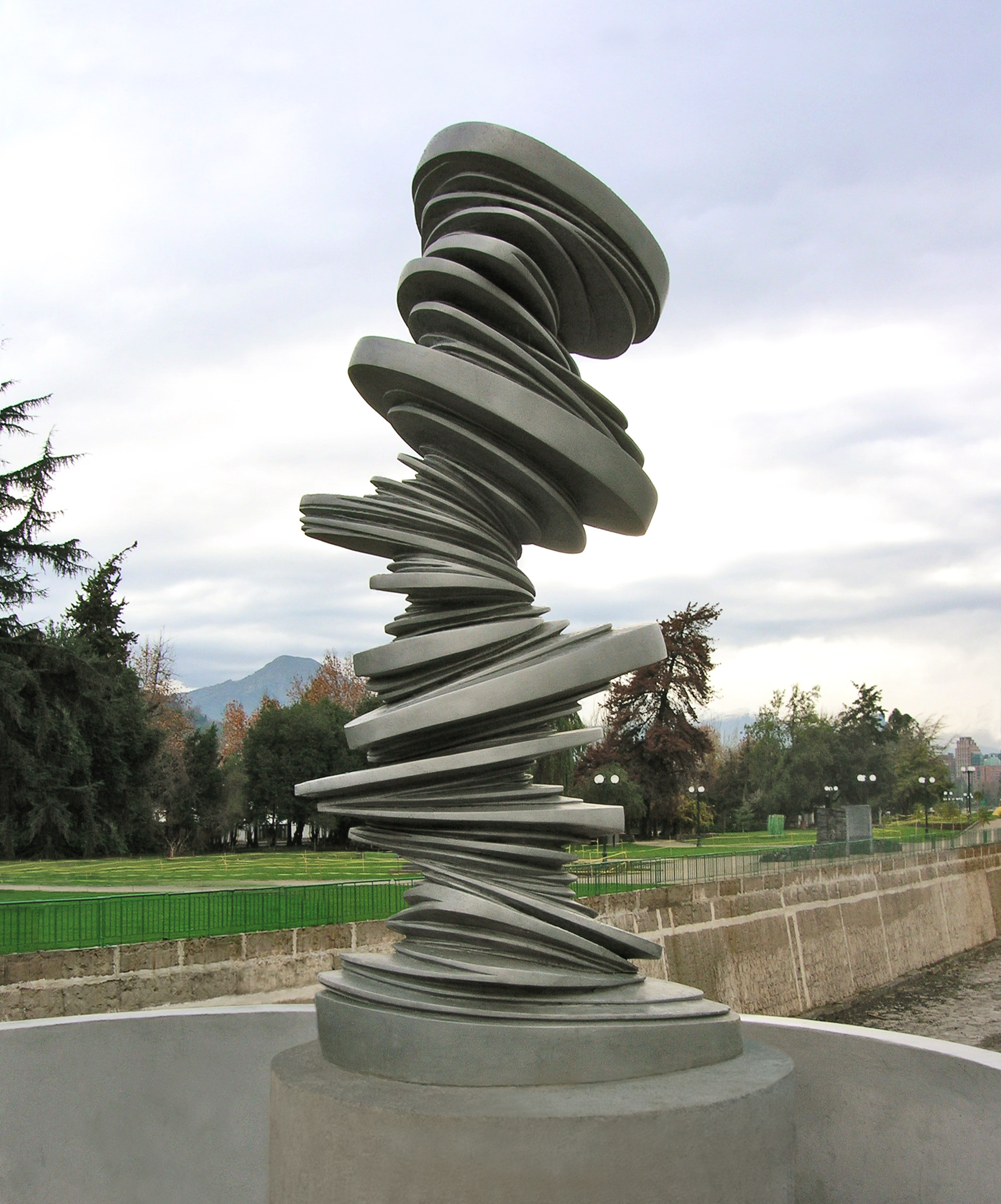
Alejandra Ruddoff, 2003, Diachronie, 220×120×102 cm, Aluminium

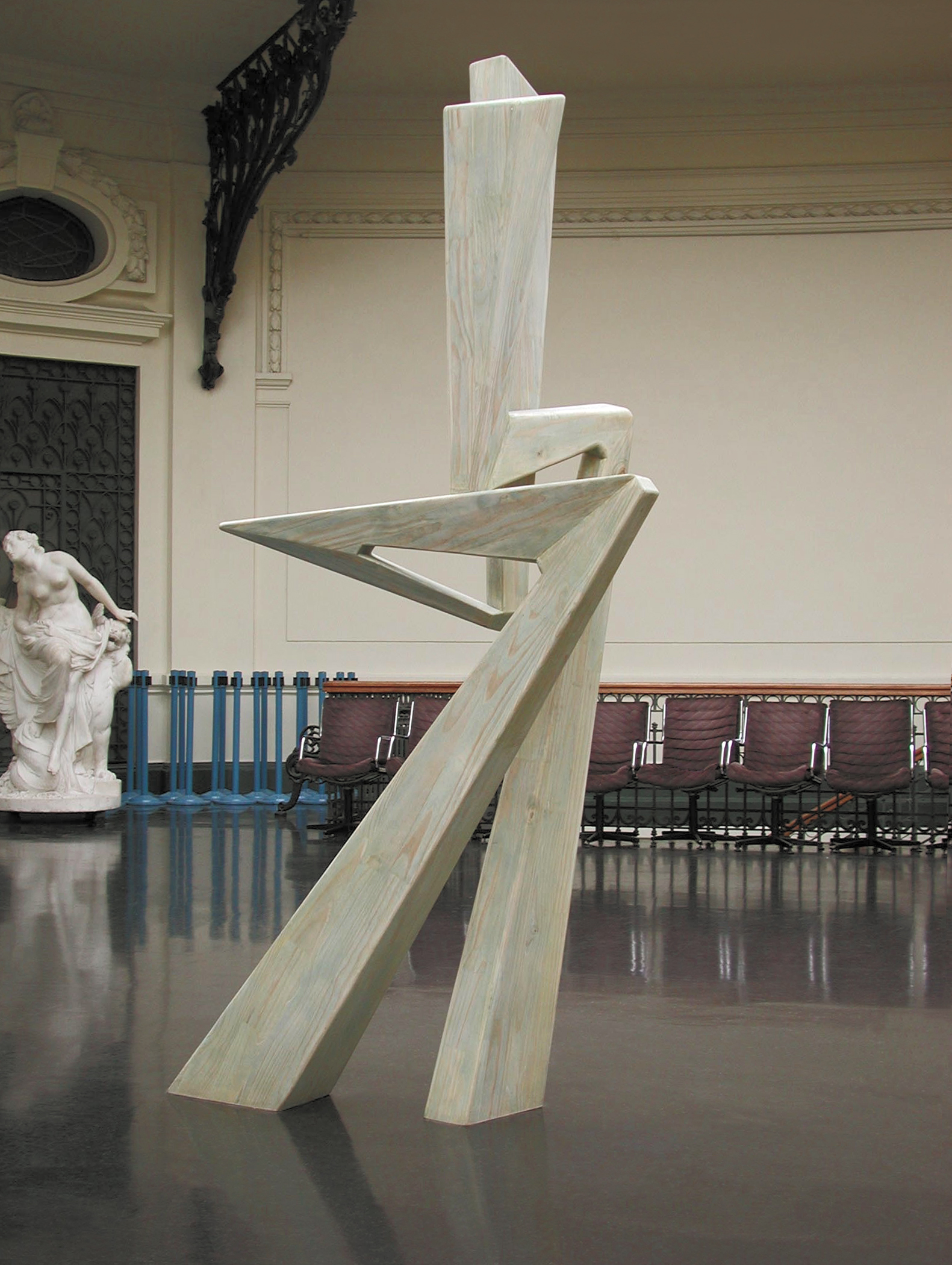
Alejandra Ruddoff, 2003, In transit, 250×70×130 cm, Finger-Kiefer

## Einzelausstellungen (Auswahl)
| 2009 | Nach Vorn Skulptur & Skizze | Altes Rathaus – Potsdam Forum  | Potsdam           |
| 2008 | Am Saum einer Spiegelung    | Heidelberg Center              | Santiago de Chile |
| 2003 | Wegen in Bewegung           | Museo Nacional de Bellas Artes | Santiago de Chile |

## Werke in öffentlichen Sammlungen
| Chile | Deutschland | China                                                                               |
| --- | --- | ----------------------------------------------------------------------------------- |
| - MNBA Museo Nacional de Bellas Artes, Santiago - MAVI Museo de Artes Visuales, Santiago - Parque de las Esculturas, Santiago - Diario El Mercurio, Santiago | - Chilenische Botschaft, Berlin - DAAD, Bonn - Sparkasse Wuppertal, Wuppertal - Stadt Naumburg, Skulptur im öffentlichen Raum, Naumburg - Stadt Potsdam, Skulptur im öffentlichen Raum, Potsdam | - Changchun World Sculpture Park, Changchun - Museum of Contemporary Art, Changchun |

## Bücher
- Alejandra Ruddoff. Nach Vorn Skulptur & Skizze, Hrsg.: Luisa Frigolett, Santiago, 2009

- Alejandra Ruddoff, Arte en Chile, Hrsg.: Ezio Mosciatti, Santiago, 2000